# スティーブン・フルトン 対 井上尚弥戦
スティーブン・フルトン 対 井上尚弥戦（スティーブン・フルトン たい いのうえなおやせん）は、2023年7月25日に日本の有明アリーナで行われたプロボクシングの試合。WBC・WBO世界スーパーバンタム級王者のスティーブン・フルトンが世界3階級制覇王者の井上尚弥と対戦する2団体防衛戦。この試合は日本限定でLemino、アメリカではESPN+で放送した。

## 試合までの経緯

### 両者の王座獲得から防衛まで
2021年1月23日、コネチカット州アンカシヴィルのモヒガン・サン・アリーナで、フルトンがWBO世界スーパーバンタム級王者アンジェロ・レオに挑戦し、12回3-0（119-109×2、118-110）の判定勝ちを収め王座獲得に成功した。
2021年11月27日、ラスベガスのパークMGM内ドルビー・ライブでフルトンがWBC世界スーパーバンタム級王者のブランドン・フィゲロアと2団体統一戦を行い、12回2-0（114-114、116-112×2）の判定勝ちを収め、WBC王座獲得及びWBO王座の初防衛に成功し2団体統一王者となった。
2022年6月4日、ミネソタ州ミネアポリスのミネアポリス・アーモリーにてフルトンがWBO世界スーパーバンタム級1位の元WBAスーパー・IBF世界スーパーバンタム級王者ダニエル・ローマンと対戦し、12回3-0（120-108×2、119–109）の判定勝ちを収めWBC王座は初防衛、WBO王座は2度目の防衛に成功した。

## 背景
元々は5月7日に横浜アリーナで行われる予定だったが、井上の負傷により7月25日に延期された。

## 試合カード
^Note 1 WBC・WBO世界スーパーバンタム級タイトルマッチ
^Note 2 WBO世界フェザー級タイトルマッチ
^Note 3 日本ユースライトフライ級王座決定戦
^Note 4 当初は4回1分40秒に3ノックダウンで岩下がTKO勝ちしていたが、高原が初回でダウンした際に岩下が加撃したことが問題視され、8月23日付で無効試合に変更された。

### 採点表
| 王座：WBC・WBO世界スーパーバンタム級タイトルマッチ | 王座：WBC・WBO世界スーパーバンタム級タイトルマッチ | 王座：WBC・WBO世界スーパーバンタム級タイトルマッチ | 王座：WBC・WBO世界スーパーバンタム級タイトルマッチ | 王座：WBC・WBO世界スーパーバンタム級タイトルマッチ |                                  | 主審：ヘクトール・アフー(WBC)    | 主審：ヘクトール・アフー(WBC)    | 主審：ヘクトール・アフー(WBC)    | 主審：ヘクトール・アフー(WBC)    | 主審：ヘクトール・アフー(WBC)           |                                         | 立会人：ドウェイン・フォード(WBC:アメリカ合衆国,NABF会長) フランシスコ・バルカルセル(WBO:プエルトリコ,WBO会長) | 立会人：ドウェイン・フォード(WBC:アメリカ合衆国,NABF会長) フランシスコ・バルカルセル(WBO:プエルトリコ,WBO会長) | 立会人：ドウェイン・フォード(WBC:アメリカ合衆国,NABF会長) フランシスコ・バルカルセル(WBO:プエルトリコ,WBO会長) | 立会人：ドウェイン・フォード(WBC:アメリカ合衆国,NABF会長) フランシスコ・バルカルセル(WBO:プエルトリコ,WBO会長) | 立会人：ドウェイン・フォード(WBC:アメリカ合衆国,NABF会長) フランシスコ・バルカルセル(WBO:プエルトリコ,WBO会長) |
| 開催日：2023年7月25日                              | 開催日：2023年7月25日                              | 開催日：2023年7月25日                              | 開催日：2023年7月25日                              | 開催日：2023年7月25日                              | 会場：東京都江東区・有明アリーナ | 会場：東京都江東区・有明アリーナ | 会場：東京都江東区・有明アリーナ | 会場：東京都江東区・有明アリーナ | 会場：東京都江東区・有明アリーナ | 主催：トップランク TGBプロモーションズ  | 主催：トップランク TGBプロモーションズ  | 主催：トップランク TGBプロモーションズ                                                                         | 主催：トップランク TGBプロモーションズ                                                                         | 主催：トップランク TGBプロモーションズ                                                                         | | |
| スティーブン・フルトン                             | スティーブン・フルトン                             | 対                                                 | 井上尚弥                                           | 井上尚弥                                           | スティーブン・フルトン           | スティーブン・フルトン           | 対                               | 井上尚弥                         | 井上尚弥                         | スティーブン・フルトン                  | スティーブン・フルトン                  | 対 | 井上尚弥 | 井上尚弥 | | |
| RS                                                 | TS                                                 | 回                                                 | TS                                                 | RS                                                 | RS                               | TS                               | 回                               | TS                               | RS                               | RS                                      | TS                                      | 回 | TS | RS | | |
| 9                                                  |                                                    | 1                                                  |                                                    | 10                                                 |                                  | 9                                |                                  | 1                                |                                  | 10                                      |                                         | 9 | | 1 | | 10 |
| 9                                                  | 18                                                 | 2                                                  | 20                                                 | 10                                                 | 9                                | 18                               | 2                                | 20                               | 10                               | 9                                       | 18                                      | 2 | 20 | 10 | | |
| 9                                                  | 27                                                 | 3                                                  | 30                                                 | 10                                                 | 9                                | 27                               | 3                                | 30                               | 10                               | 9                                       | 27                                      | 3 | 30 | 10 | | |
| 9                                                  | 36                                                 | 4                                                  | 40                                                 | 10                                                 | 9                                | 36                               | 4                                | 40                               | 10                               | 9                                       | 36                                      | 4 | 40 | 10 | | |
| 10                                                 | 46                                                 | 5                                                  | 49                                                 | 9                                                  | 9                                | 45                               | 5                                | 50                               | 10                               | 9                                       | 45                                      | 5 | 50 | 10 | | |
| 9                                                  | 55                                                 | 6                                                  | 59                                                 | 10                                                 | 9                                | 54                               | 6                                | 60                               | 10                               | 9                                       | 54                                      | 6 | 60 | 10 | | |
| 10                                                 | 65                                                 | 7                                                  | 68                                                 | 9                                                  | 10                               | 64                               | 7                                | 69                               | 9                                | 10                                      | 64                                      | 7 | 69 | 9 | | |
| 計                                                 |                                                    | –                                                  |                                                    | 計                                                 |                                  | 計                               |                                  | –                                |                                  | 計                                      |                                         | 計 | | – | | 計 |
| 副審：リチャード・ブロイン（WBO）                  | 副審：リチャード・ブロイン（WBO）                  | 副審：リチャード・ブロイン（WBO）                  | 副審：リチャード・ブロイン（WBO）                  | 副審：リチャード・ブロイン（WBO）                  | 副審：ギエド・カバリエリ（WBC）  | 副審：ギエド・カバリエリ（WBC）  | 副審：ギエド・カバリエリ（WBC）  | 副審：ギエド・カバリエリ（WBC）  | 副審：ギエド・カバリエリ（WBC）  | 副審：マヌエル・オリバー・ポロモ（WBO） | 副審：マヌエル・オリバー・ポロモ（WBO） | 副審：マヌエル・オリバー・ポロモ（WBO）                                                                        | 副審：マヌエル・オリバー・ポロモ（WBO）                                                                        | 副審：マヌエル・オリバー・ポロモ（WBO）                                                                        | | |
| 処分：無し                                         | 処分：無し                                         | 処分：無し                                         | 処分：無し                                         | 処分：無し                                         | 減点：無し                       | 減点：無し                       | 減点：無し                       | 減点：無し                       | 減点：無し                       | 結果：井上の8回1分14秒TKO勝ち           | 結果：井上の8回1分14秒TKO勝ち           | 結果：井上の8回1分14秒TKO勝ち                                                                                  | 結果：井上の8回1分14秒TKO勝ち                                                                                  | 結果：井上の8回1分14秒TKO勝ち                                                                                  | | |

| 王座：WBO世界フェザー級タイトルマッチ | 王座：WBO世界フェザー級タイトルマッチ | 王座：WBO世界フェザー級タイトルマッチ | 王座：WBO世界フェザー級タイトルマッチ | 王座：WBO世界フェザー級タイトルマッチ |                                              | 主審：ラモン・ペーニャ（プエルトリコ）       | 主審：ラモン・ペーニャ（プエルトリコ）       | 主審：ラモン・ペーニャ（プエルトリコ）       | 主審：ラモン・ペーニャ（プエルトリコ）       | 主審：ラモン・ペーニャ（プエルトリコ）         |                                                | 立会人：グスタボ・オリビエリ(プエルトリコ,WBOラテンアメリカ部門チェアマン) | 立会人：グスタボ・オリビエリ(プエルトリコ,WBOラテンアメリカ部門チェアマン) | 立会人：グスタボ・オリビエリ(プエルトリコ,WBOラテンアメリカ部門チェアマン) | 立会人：グスタボ・オリビエリ(プエルトリコ,WBOラテンアメリカ部門チェアマン) | 立会人：グスタボ・オリビエリ(プエルトリコ,WBOラテンアメリカ部門チェアマン) |
| 開催日：2023年7月25日                 | 開催日：2023年7月25日                 | 開催日：2023年7月25日                 | 開催日：2023年7月25日                 | 開催日：2023年7月25日                 | 会場：東京都江東区・有明アリーナ             | 会場：東京都江東区・有明アリーナ             | 会場：東京都江東区・有明アリーナ             | 会場：東京都江東区・有明アリーナ             | 会場：東京都江東区・有明アリーナ             | 主催：トップランク 大橋プロモーション          | 主催：トップランク 大橋プロモーション          | 主催：トップランク 大橋プロモーション                                      | 主催：トップランク 大橋プロモーション                                      | 主催：トップランク 大橋プロモーション                                      |                                                                            |                                                                            |
| ロベイシ・ラミレス                    | ロベイシ・ラミレス                    | 対                                    | 清水聡                                | 清水聡                                | ロベイシ・ラミレス                           | ロベイシ・ラミレス                           | 対                                           | 清水聡                                       | 清水聡                                       | ロベイシ・ラミレス                             | ロベイシ・ラミレス                             | 対                                                                         | 清水聡                                                                     | 清水聡                                                                     |                                                                            |                                                                            |
| RS                                    | TS                                    | 回                                    | TS                                    | RS                                    | RS                                           | TS                                           | 回                                           | TS                                           | RS                                           | RS                                             | TS                                             | 回                                                                         | TS                                                                         | RS                                                                         |                                                                            |                                                                            |
| 10                                    |                                       | 1                                     |                                       | 9                                     |                                              | 10                                           |                                              | 1                                            |                                              | 9                                              |                                                | 10                                                                         |                                                                            | 1                                                                          |                                                                            | 9                                                                          |
| 10                                    | 20                                    | 2                                     | 18                                    | 9                                     | 10                                           | 20                                           | 2                                            | 18                                           | 9                                            | 10                                             | 20                                             | 2                                                                          | 18                                                                         | 9                                                                          |                                                                            |                                                                            |
| 10                                    | 30                                    | 3                                     | 27                                    | 9                                     | 10                                           | 30                                           | 3                                            | 27                                           | 9                                            | 10                                             | 30                                             | 3                                                                          | 27                                                                         | 9                                                                          |                                                                            |                                                                            |
| 10                                    | 40                                    | 4                                     | 36                                    | 9                                     | 10                                           | 40                                           | 4                                            | 36                                           | 9                                            | 10                                             | 40                                             | 4                                                                          | 36                                                                         | 9                                                                          |                                                                            |                                                                            |
| 計                                    |                                       | –                                     |                                       | 計                                    |                                              | 計                                           |                                              | –                                            |                                              | 計                                             |                                                | 計                                                                         |                                                                            | –                                                                          |                                                                            | 計                                                                         |
| 副審：リチャード・ブロイン（カナダ）  | 副審：リチャード・ブロイン（カナダ）  | 副審：リチャード・ブロイン（カナダ）  | 副審：リチャード・ブロイン（カナダ）  | 副審：リチャード・ブロイン（カナダ）  | 副審：マヌエル・オリバー・ポロモ（スペイン） | 副審：マヌエル・オリバー・ポロモ（スペイン） | 副審：マヌエル・オリバー・ポロモ（スペイン） | 副審：マヌエル・オリバー・ポロモ（スペイン） | 副審：マヌエル・オリバー・ポロモ（スペイン） | 副審：ホセ・ロベルト・トーレス（プエルトリコ） | 副審：ホセ・ロベルト・トーレス（プエルトリコ） | 副審：ホセ・ロベルト・トーレス（プエルトリコ）                             | 副審：ホセ・ロベルト・トーレス（プエルトリコ）                             | 副審：ホセ・ロベルト・トーレス（プエルトリコ）                             |                                                                            |                                                                            |
| 処分：無し                            | 処分：無し                            | 処分：無し                            | 処分：無し                            | 処分：無し                            | 減点：無し                                   | 減点：無し                                   | 減点：無し                                   | 減点：無し                                   | 減点：無し                                   | 結果：ラミレスの5回1分8秒TKO勝ち               | 結果：ラミレスの5回1分8秒TKO勝ち               | 結果：ラミレスの5回1分8秒TKO勝ち                                           | 結果：ラミレスの5回1分8秒TKO勝ち                                           | 結果：ラミレスの5回1分8秒TKO勝ち                                           |                                                                            |                                                                            |

## 放送
| 国/地域        | Free-to-air | Cable/Satellite | PPV | Stream           |
| -------------- | ----------- | --------------- | --- | ---------------- |
| 日本 (host)    | N/A         | N/A             | N/A | Lemino           |
| アメリカ       | N/A         | N/A             | N/A | ESPN+            |
| オーストラリア | N/A         | N/A             | N/A | Main Event, Kayo |